# Nay (Pirineos Atlánticos)
Nay (proveniente del latín oppidum nayum; Nai en occitano) es una localidad y comuna francesa situada dentro del departamento de los Pirineos Atlánticos, en la región de Aquitania.

## Geografía
Las tierras de la comuna se encuentran atravesadas por el Gave de Pau y uno de sus afluentes, el Béez.

### Comunas limítrofes
- Bourdettes y Mirepeix al norte.
- Arros-de-Nay al oeste.
- Asson al sur.
- Igon y Coarraze al este.

## Demografía
| 1896 | 1901 | 1926 | 1936 | 1954 | 1962 | 1968 | 1975 | 1982 | 1990 | 1999 |
| ---- | ---- | ---- | ---- | ---- | ---- | ---- | ---- | ---- | ---- | ---- |
| 3640 | 3670 | 3520 | 3205 | 3457 | 3444 | 3440 | 3171 | 3275 | 3294 | 3204 |